# Johovac (Doboj, BiH)
Johovac je naseljeno mjesto u sastavu općine Doboj, Republika Srpska, BiH.

## Geografski položaj
Johovac je selo na jugu Bosanske Posavine u blizini Doboja, na putu Derventa-Doboj. Ime je dobio po bogatim šumama johinog drveta, koje se još uvijek može naći u dolinama rijeka koje ga okružuju. Samo mjesto se prostire na niskim i pitomim obroncima planine Krnjin, koja se blago i razgranato spušta u prostranu dolinu rijeke Bosne, omeđenu rječicama Fočom i Lipicom. Ovaj kraj se odlikuje prirodnim ljepotama i blagom klimom, pogodnom za bavljenje poljoprivredom, voćarstvom i stočarstvom.

## Stanovništvo
| Johovac            |                |                |                |
| godina popisa      | 1991.          | 1981.          | 1971.          |
| Hrvati             | 1.339 (90,04%) | 1.355 (89,67%) | 1.382 (92,01%) |
| Srbi               | 71 (4,77%)     | 48 (3,17%)     | 75 (4,99%)     |
| Muslimani          | 5 (0,33%)      | 3 (0,19%)      | 12 (0,79%)     |
| Jugoslaveni        | 50 (3,36%)     | 71 (4,69%)     | 20 (1,33%)     |
| ostali i nepoznato | 22 (1,47%)     | 34 (2,25%)     | 13 (0,86%)     |
| ukupno             | 1.487          | 1.511          | 1.502          |

## Povijest
Još u mlađe kameno doba ljudi su naseljavali ovo područje, što svjedoče iskopine zemunica i grnčarije na lokalitetu Johovac pokraj rijeke Foče. Zajedno s cijelom Bosanskom Posavinom i Johovac je bio u sastavu rimske provincije Dalmacije (Dalmatia), što potvrđuju i arheološki ostatci gradine (castra) na lokalitetu V. Prnjavor. Samo mjesto nalazilo se na vrlo važnim rimskim putnim koridorima sjever-jug i istok-zapad koji su vodili dolinama johovačkih rijeka. Da je ovaj kraj u ranoj povijesti bio naseljen svjedoče i toponimi (selo Gradina u neposrednoj blizini).

### Doseljavanje Hrvata
Tijekom selidbe naroda ovo područje naseljavaju Hrvati. Ubrzo je cijeli kraj bio u sastavu Posavske Hrvatske. Pokrštavanjem Hrvata u ovom području ustoličuje se župa Trstivica, o čijem postojanju svjedoče iskopine crkve Sv. Petra na lokalitetu V. Prnjavor (seljaci su u novije doba prekopavali zidine, tražeći ostatke antičkog blaga. Međutim pronašli su veliku kamenu ploču s natpisom na staroslavenskom jeziku, ploča se sada nalazi u Zemaljskom muzeju u Sarajevu!).
Poslije propasti Hrvatskog kraljevstva ovim prostorom vladaju bosanski kraljevi hrvatske krvi.
U XII. stoljeću župa Trstivica uključena je u Vrhbosansku Biskupiju, a župa je pripala samostanu u Kraljevoj Sutjesci. 
Za izgradnju civiliziranog društva na kršćanskim temeljima u Bosni najveće zasluge svakako pripadaju redovnicima franjevcima (Franciskana), koji u Bosnu dolaze 1291., a nemalo zatim i u naše krajeve gdje ostaju do današnjih dana.
Utvrda Dobor (kod Modriče) koja je pripadala obitelji Kotromanić sagrađena je oko 1380. s namjerom da sačuva sjeverne i istočne granice Bosanskog Kraljevstva.

### Razdoblje osmanske vlasti
Padom Bosne pod Osmanlijsku vlast 1463. ovaj kraj ostaje u sastavu Jajačke Banovine u Ugarsko-Hrvatskom kraljevstvu. Pod osmansku vlast Dobor pada 1536. u napadu Gazi Husrev-bega na Slavoniju.
Državnost koju smo izgubili u tim danima nikada više u povijesti nismo vratili. Narod je pretvoren u kmetove, a kraj u Vojnu krajinu. Po zauzimanju Bosne porušene su sve crkve i svi utvrđeni gradovi. A uslijedilo je i maltretiranje naroda. Zbog velikih progona, pljačke i poznatog turskog zlostavljanja kršćana (zuluma) narod se počeo iseljavati u Prekosavlje. Još u narodu postoji izraz koji se odnosi na odlazak u Slavoniju - ići- preka....
Vojna krajina je kontinuirano ratovala, a najviše je trpjelo pučanstvo. Nakon poraza pod Bečom 1689. turske vlasti, uz pomoć lokalnih pomagača, sistematski teroriziraju preostali katolički puk. 1697. godine, bježeći od sigurne smrti, zadnji kršćani plehanskog kraja (oko 15.000 duša) napuštaju svoje domove i odlaze u Prekosavlje, u sigurnost.
Prema izvješću fra Marijana Pavlovića iz 1623., Župa Trstivica pripada Samostanu Kraljeva Sutjeska (Curia Bani). Tako biskup fra Pavle Dragičević u svom izvješću navodi da župi Velika (Plehan) god 1742., pored ostalih mjesta pripada i Foča koja je spala na samo 13 katoličkih kuća i 129 katolika. U izvješću apostolskog vikara biskupa fra Marijana Bogdanovića iz 1768. u župi Velika, pored ostalih navode se: Foča ima 37 katoličkih kuća i 486 katolika, Johovac ima 22 katoličke kuće i 164 katolika. Opet su uslijedile decenije nestabilnosti, ratova, nasilja i iseljavanja na tom području. 
Oko 1780. zamijećen je jači val doseljavanja iz Hercegovine i Imotskog, koji traje sve do oko 1820. godine. Tim došljacima pridružuju se i oni s Kupresa, iz Bosanske Krajine i srednje Bosne pa su osnovane i nove župe. To pokazuje da je u drugoj polovici 19. stoljeća u tom dijelu Bosne život ponovno pustio duboko korijenje. U Foči pored crkve izgrađen je gostinjac u kojem odsjedaju župnik i kapelan. 1808. u župi počinju voditi matice rođenih, vjenčanih i umrlih. Župa Foča, kojoj tada pripada Johovac, osnovana je 1839., odvajanjem od župe Velika (Plehan). Već 1858. godine franjevci su osnovali Prvu pučku školu.
Zanimljiv je opis tih novih stanovnika Župe Foča, što ga je 1842. ostavio publicist i pisac fra Ivan Franjo Jukić:
Kroz selo Foču, ali dolazeći sa sjevera (tzv. starim putem), prošao je poznati engleski istaživač sir Arthur John Evans. Evo nekih njegovih dojmova:
Nagao južnjački temperament kod Hrvaćana zadržao se dugi niz desetljeća, sve dok u johovački kraj nije došla civilizacija.

### Austrougarska uprava
Odlukom Berlinskog Kongresa, 1878. godine Austro-Ugarska dobiva upravu nad BiH. Od toga trenutka počinje preporod cijeloga kraja. Nova vlast je izgradila uskotračnu prugu Bosanski Brod – Doboj - Sarajevo - Ploče. U Johovcu je izgrađen željeznički kolodvor sa skladištima i rampama za utovar-istovar robe. Stotine ljudi svakodnevno putuju vlakom na posao i u školu u smjeru Doboja ili Dervente. Otvaraju se punktovi za otkup različitih proizvoda, žitarica, voća, ljekovitog bilja, itd. Tada su izgrađene pilana, kožara. Sušena šljiva se proizvodila naveliko. Kroz selo je prošla cesta Sarajevo - Bosanski Brod s križanjem za smjer Modriča. Time Johovac postade centar regije. Mnogi ljudi su dobili posao i sigurnu egzistenciju.
Izgrađena je četvorogodišnja škola, zgrada žandarmerije, dućani, gostionica, dobili smo lokalne obrtnikee, krojača, frizera, obućara... Bačvari su pravili hrastove bačve za izvoz. Selo se naglo počelo razvijati i već je imalo oko 100 kuća. U selo doseljavaju školovani Hrvati iz unutrašnjosti BiH, te naseljenici iz drugih dijelova Austrugarske carevine: Česi, Slovaci, Mađari, Nijemci, Talijani i Hrvati iz Hrvatske. Selo je postalo mala Europa, u njemu se odvijao bogat kulturni život... Na kolodvoru je izgrađeno nekoliko zgrada za službenike i njihove obitelji. Prostor je popunjen urbanim sadržajima, drvoredima i (petrolejskim) uličnim osvjetljenjem. Naselje je dobilo i prvi park s klupama za odmor putnika namjernika. Kako su se tu ukrštali vlakovi, putnici su se u stankama osvježavali hladnom johovačkom vodom s novoizgrađene pumpe u centru parka. A poneki su okrjepljenje tražili u obližnjoj gostionici ili dućanu. Johovačke gospođe i frajle rado su provodile vrijeme šetajući alejom.

### Prvi svjetski rat i razdoblje Kraljevine Jugoslavije
Idila je trajala sve do početka 1914. godine, a onda počinje novi val iseljavanja, smrt, bolest (španjolska groznica) i glad.
Propašću Carevine i dolaskom Kraljevine Jugoslavije pokušalo se zadržati istu razinu gospodarstva, ali zbog diktature velikosrpske politike i čestih štrajkova ekonomija je lagano propadala. Preko Povjerenstva Hrvatskog Kulturnog Društva Napredak distribuirala se "Danica i ostali hrvatski tisak sve do 1926., kada je definitivno zabranjen. Prve organizirane športske aktivnosti u Johovcu organizirane su u Športskog društva "Sokol" osnovanog 1933. godine. Selo je izgradilo novu crkvu 1933. na brijegu zvanom Vrisike.
1933. godine zbog velike poplave rijeka Bosna je izmijenila svoj tok tako da se značajno približila selu. Veliki dio Johovačkog polja od tada se nalazi na suprotnoj strani. To je otežavalo obradu, pa su vremenom mnogi mještani zanemarili svoja imanja. To je bio naš prvi veliki gubitak teritorija koji se i danas nastavlja.

### Drugi svjetski rat i poraće
Kriza tridesetih godina dvadesetog stoljeća zahvatila je i ovaj kraj! Vladala je glad i neimaština. Sve je ukazivalo da se približava nešto još lošije. I doista 1941. izbio je drugi svjetski rat koji je odnio živote nekoliko stotina Johovčana. U komunističkim progonima na kraju 2 svjetskog rata (Križni put) mnoge obitelji su izgubile muške članove i izumiru u potpunosti... Komunistička vlast je po ugledu na boljševičku Rusiju i tamošnje kolhoze formirala tzv. narodne zadruge. Oduzeli su seljacima zemlju i gurnuli ih u kolektivizaciju u kojima im propisuju koliko žita i mesa moraju predati Narodnom odboru bez obzira ostaje li im za vlastitu prehranu. Kada su nas liberalizirali prvo je nastradao park. Drveće su isjekli a prostor zapustili. Tako da je korov osvojio cijelo područje, sve je ukazivalo da to nije kraj destrukciji. Kraj je došao nekoliko desetljeća poslije. Napravili su poljoprivredni kombinat, izgradili osmogodišnju školu, napravljena je višenamjenska dvorana u seoskom Domu. Napravili su novu zgradu milicije, dobili smo mjesni ured, poštu, ambulantu, poljoprivrednu ljekarnu, izgrađeno je sajmište i stvorena je mjesna zajednica... Napravljene su dvije stambene zgrade za novopridošle službenike - uglavnom Srbe (U selu je bilo oko 50 državnih službenika i niti jedan nije bio Hrvat.)

### Johovac postao srez!
Mjesto je uvijek bilo puno stranaca, a naročito ljeti kada su vlasti održavale predvojničku obuku. U Johovcu su mnogi nalazili zaposlenje, samo ne i njegovi mještani. Oni su morali trbuhom za kruhom u Hrvatsku ili Sloveniju, a 70- tih godina u Njemačku na privremeni boravak (gdje je dobar dio ostao za stalno), sada poznat pod nazivom ekonomska emigracija. Ranih 60-tih dobili smo struju, telefon i prve televizore. Sredinom 60-ih god kroz selo je prošao regionalni put Sarajevo - Bosanski Brod. Mjesnim samodoprinosom smo asfaltirali put kroz naselje uvedena je ulična rasvjeta, održano je znanje-imanje. Dobili smo bolje komunikacije sa svijetom, što nije vratilo (auslendere) iz Njemačke nego pomoglo odlasku novih ....

## Kultura i šport
Ovdje žive jednostavni i dobroćudni ljudi koji iznad svega vole igru i pjesmu uz šargiju (izvorna pjesma). Dovoljno je da se sastanu dva poznanika pa da se pjesma zaori: “Stani kolo krvavu ti nanu, zape torba za šljivovu granu.” Ljudi ovoga kraja jako su privrženi tradiciju koju njeguju u okviru KUD Bosna Srebrena. U samom mjestu su održavana mnoga natjecanja u izvođenju izvorne glazbe. Zato nije ni čudo što na tom području egzistira nekoliko dobrih glazbenih skupina koje posavsku kulturu pronose i izvan Bosanske Posavine.
Nogomet, kao najvažnija sporedna stvar na svijetu, u Johovcu se počeo igrati 1949. godine u NK Budućnost, koji je 1961. godine preimenovan u NK Johovac. Klub se natjecao u sportskom savezu Doboj i uspješno je nastupao sve do rata i agresije 1992.

## Poznate osobe
- Marica Petrović, kroatistica, kulturna djelatnica
- Darko Tolić, hrvatski politički aktivist u Njemačkoj[1]
- Marko Karamatić, hrv. pisac
- Zdenko Križić, nadbiskup